# Dicranomyia defuncta
Dicranomyia defuncta là một loài ruồi trong họ Limoniidae. Chúng phân bố ở miền Tân bắc.